# Rocca di Novara
Rocca di Novara este o arie protejată (arie specială de conservare — SAC, sit de importanță comunitară — SCI) din Italia întinsă pe o suprafață de 1.413 ha, integral pe uscat.

## Localizare
Centrul sitului Rocca di Novara este situat la coordonatele 37°59′09″N 15°09′23″E / 37.985821°N 15.156251°E.

## Înființare
Situl Rocca di Novara a fost declarat sit de importanță comunitară în septembrie 1995 pentru a proteja 1 specie de plante și 5 specii de animale. Situl a fost protejat și ca arie specială de conservare în decembrie 2015.

## Biodiversitate
Situată în ecoregiunea mediteraneană, aria protejată conține 14 habitate naturale: Păduri panonice-balcanice de stejar turcesc - stejar sesil, Pseudostepă cu ierburi și specii anuale de Thero-Brachypodietea, Fânețe de joasă altitudine (Alopecurus pratensis, Sanguisorba officinalis), Pante stâncoase silicioase cu vegetație casmofită, Păduri de stejar alb estice, Galerii și tufărișuri riverane sudice (Nerio-Tamaricetea și Securinegion tinctoriae), Râuri mediteraneene cu debit intermitent, cu specii de Paspalo-Agrostidion, Lande oro-mediteraneene cu formațiuni endemice de grozamă, Pante stâncoase calcaroase cu vegetație casmofită, Tufărișuri termo-mediteraneene și de pre-deșert, Grohotișuri termofile și vest-mediteraneene, Păduri de Quercus ilex și Quercus rotundifolia, Păduri de fag din Apenini cu Taxus și Ilex, Păduri de Platanus orientalis și Liquidambar orientalis (Platanion orientalis).
La baza desemnării sitului se află mai multe specii protejate:
- plante (1): Leontodon siculus
- păsări (5): Alectoris graeca whitakeri, acvilă de munte (Aquila chrysaetos), porumbel gulerat (Columba palumbus), șoim călător (Falco peregrinus), sitar de pădure (Scolopax rusticola)

Pe lângă speciile protejate, pe teritoriul sitului au mai fost identificate 25 de specii de plante, 4 specii de amfibieni, 7 specii de mamifere, 21 de specii de nevertebrate, 8 specii de reptile.